# Corteno Golgi
Corteno Golgi (lombardul: Córten) település Olaszországban, Lombardia régióban, Brescia megyében. Lakosainak száma 1910 fő (2023. január 1.). Corteno Golgi Aprica, Edolo, Malonno, Sernio, Teglio, Tirano, Villa di Tirano és Paisco Loveno községekkel határos.

## Népesség
A település lakossága az elmúlt években az alábbi módon változott:
| Lakosok száma | 1951 | 1962 | 1910 |
|               | 2017 | 2018 | 2023 |